# Förlösa kyrka

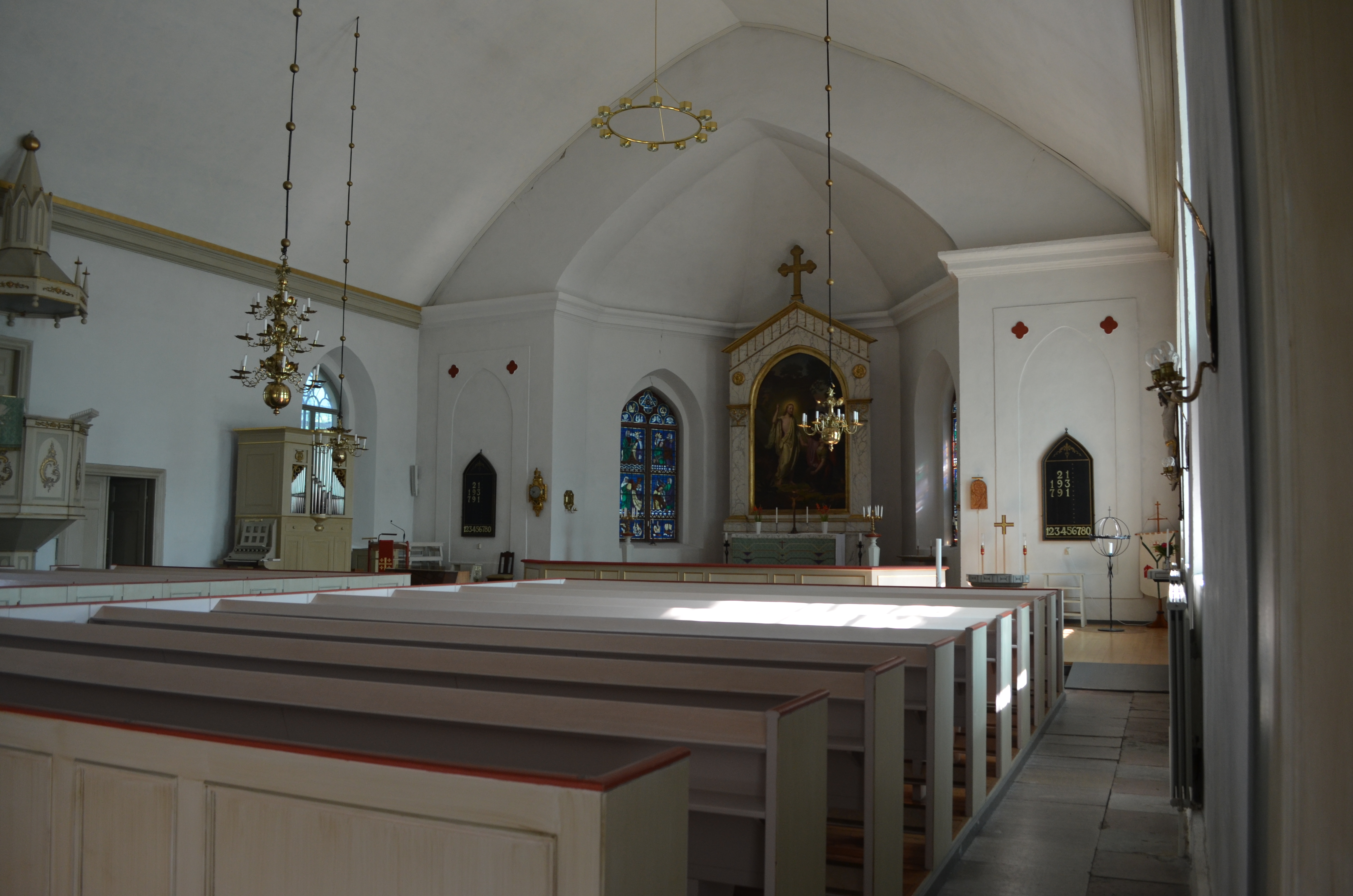
Förlösa kyrka 2019

Förlösa  kyrka är en kyrkobyggnad i Växjö stift. Den är församlingskyrka i Förlösa-Kläckeberga församling. Den har liksom sin äldre, medeltida föregångare varit sockenkyrka i Förlösa socken. 

## Kyrkobyggnaden
I motsats till grannsocknen Kläckeberga som behöll sin gamla försvarskyrka, fattade Förlösa församling beslutet att riva sin medeltidskyrka. Det avgörande skälet var att den gamla kyrkan trots tillbyggnader och utvidgningar under 1700-talet, blev för liten åt den växande församlingen. Byggmästare Nordström i Kalmar fick i uppdraget att utarbeta ritningar till den nya kyrkan. Dessa blev sedan omarbetade av Johan Fredrik Åbom på Överintendentsämbetet. Något som är värt att notera beträffande Förlösa kyrka är den tidiga ansatsen, att redan vid 1800-talets mitt övergå till en fusion mellan den nyklassicistiska och den nygotiska stilen. Kyrkan som uppfördes 1855–1858 bär flera nygotiska stildrag, som ger sig till känna i bland annat långhuset med spetsbågsfönster, och det avslutande tresidiga koret i öster. Västtornet avslutas med en hög, nygotisk spira. Kyrkan invigdes den 20 november 1858 av kontraktsprost Anton von Sydow.

## Inventarier
- Dopfunten i öländsk kalksten 1943.
- Altaruppställning i nygotik med altartavla skapad 1860 av Johan Zacharias Blackstadius. Motivet är Kristus och kvinnorna vid graven.
- Predikstolen med baldakin från kyrkans byggnadstid med uppgång från sakristian, även denna bär nygotiska drag.
- Två korfönster i färgat glas komponerade 1954 av Elvira Larsson-Hjort.
- Ett mindre dopaltare med trärelief vid södra korväggen utförda 1943 av H Teleman.
- Ny sluten bänkinredning tillkom 1954 liksom ny orgelläktare.

## Orglar
- En orgel byggdes 1867 av O Hultqvist, Förlösa, med 13 eller 15 stämmor.
- Denna ersattes 1955 med nästa som byggdes av Olof Hammarberg, Göteborg. Ny orgelfasad tillkom efter ritningar av arkitekt G Gerdsiö. Orgeln är pneumatisk och har fria och fasta kombinationer, samt automatisk pedalväxling.

| Huvudverk I    | Svällverk II      | Pedal        | Koppel |
| Kvintadena 16’ | Rörflöjt 8’       | Subbas 16’   | I/P    |
| Principal 8’   | Salicional 8’     | Principal 8’ | II/P   |
| Gedackt 8’     | Principal 4’      | Gedackt 8'   | II/I   |
| Oktava 4’      | Spetsflöjt 4’     | Flöjt 4'     |        |
| Flöjt 4’       | Blockflöjt 2'     | Nachthorn 2' |        |
| Oktava 2'      | Sesquialtera 2 ch | Fagott 16'   |        |
| Mixtur 4 ch    | Scharf 2 ch       |              |        |
| Trumpet 8'     | Krumhorn 8'       |              |        |
|                | Tremulant         |              |        |
|                | Crescendosvällare |              |        |

### Kororgel
- 1986 anskaffades en kororgel byggd av Ålems orgelverkstad. Orgeln är mekanisk.

| Manual       | Pedal   | Koppel  |
| Principal 8’ | Bihängd | Man/Ped |
| Gedackt 8’   |         |         |
| Fugara 8’    |         |         |
| Oktava 4’    |         |         |
| Flöjt 4’     |         |         |
| Kvinta 3'    |         |         |
| Oktava 2'    |         |         |